# Фентон, Роджер
Ро́джер Фе́нтон (англ. Roger Fenton; 20 марта 1819, Кримбл-Холл, Ланкашир — 8 августа 1869, Поттерс-Бар, Хартфордшир) — один из первопроходцев британской фотографии и первый официальный военный фотограф.

## Биография
Дед Роджера Фентона был богатым производителем хлопка и банкиром, отец — банкиром и членом парламента. Роджер был четвёртым из семи детей от первого брака отца.
В 1838 году Фентон поступил в Университетский колледж Лондона, который окончил в 1840 году со степенью бакалавра искусств, изучив английский язык, математику, литературу и логику.
В 1841 году он начал изучать право в Университетском колледже, но не был квалифицирован в качестве адвоката до 1847 года, потому что стал художником.
В 1842 году прибыл в Париж, где изучал живопись в студии Поля Делароша, учился у М. Дроллинга.
В 1843 году в Йоркшире Фентон женился на Грейс Элизабет Мейнард.
К 1847 году Фентон вернулся в Лондон, где продолжал учиться живописи и находился под опекой художника Чарльза Люси, который стал его другом и с которым, начиная с 1850 года, он служил в совете директоров Северо-Лондонской школы рисования и моделирования.
В 1849, 1850 и 1851 годы он выставлял свои картины на ежегодных выставках Королевской академии.
В 1851 году посетил выставку в Гайд-парке в Лондоне и был поражён фотографическим искусством, представленным на ней. Затем он посетил Париж, чтобы изучить процесс вощения бумаги, изобретённый Гюставом ле Гре.

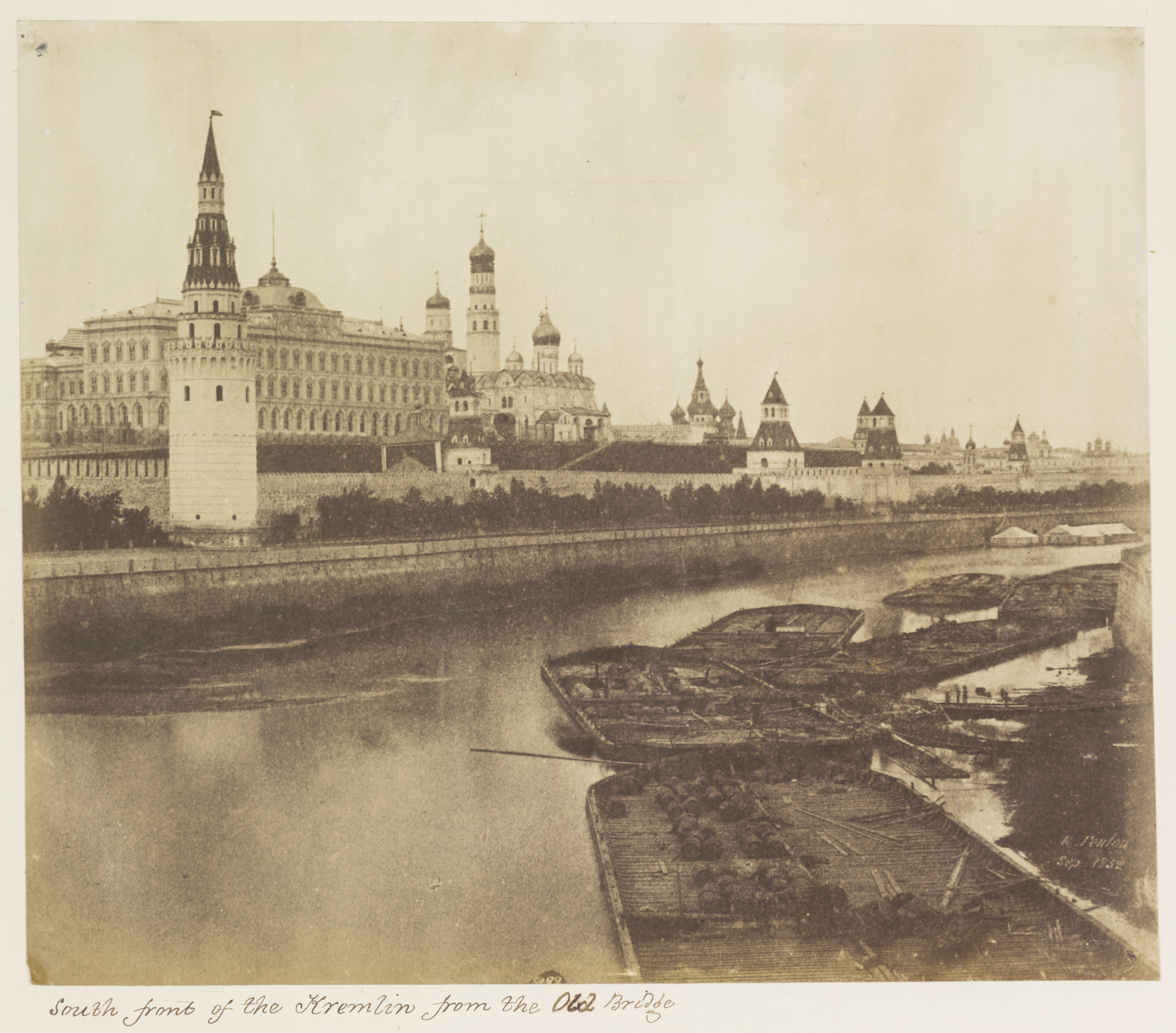
Московский кремль

В 1852 году Фентон представил в Англии свои первые фотографии, сделанные в Киеве, Москве и Санкт-Петербурге.
В 1852 году Фентон стал основателем и секретарем Королевского фотографического общества под патронажем принца Альберта.
Фотографии Крымской войны Роджера Фентона считаются одним из первых примеров военной фотожурналистики. За год до появления Фентона в Крыму в рамках той же военной кампании работал румыно-венгерский фотограф Кароль Шатмари. Фотографии Фентона и Шатмари являются документами эпохи, однако их авторы не ставили своей целью представление ужасов войны — отчасти поэтому эти изображения носят идиллический характер.
Фентон в 1858 году стал интересоваться восточными мотивами и изображением пейзажей и архитектуры Великобритании. В 1862 году он прекратил занятия фотографией. Скончался в 1869 году.
За свой вклад в фотографию (в особенности за фотографии с Крымской войны) Фентон был включён в список 100 фотографов, которые изменили мир.

## Фото

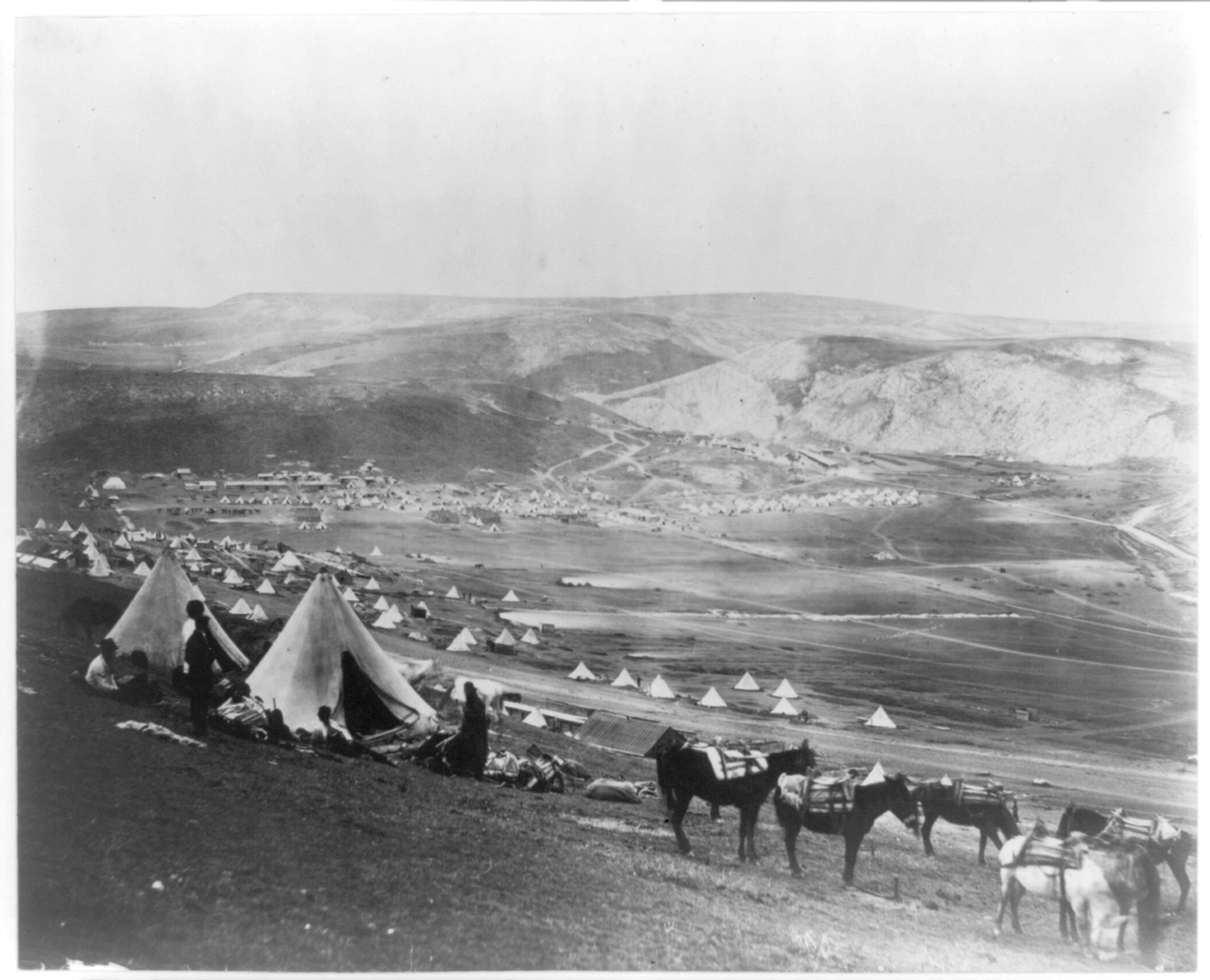
Кавалерийский лагерь вблизи лагеря Балаклава
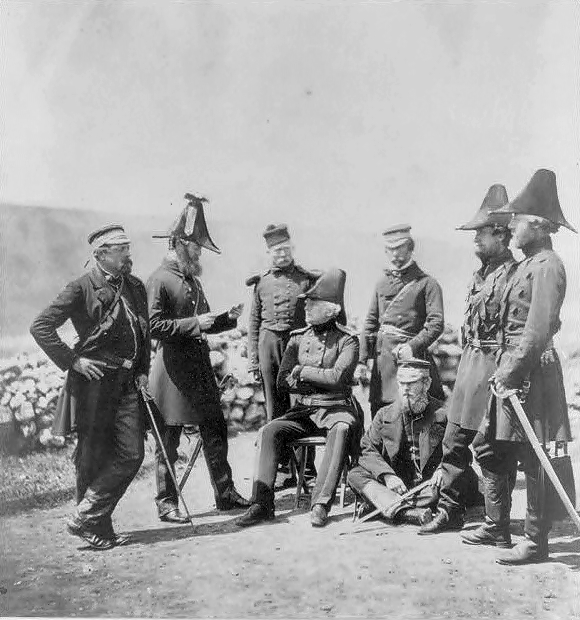
Генерал Браун
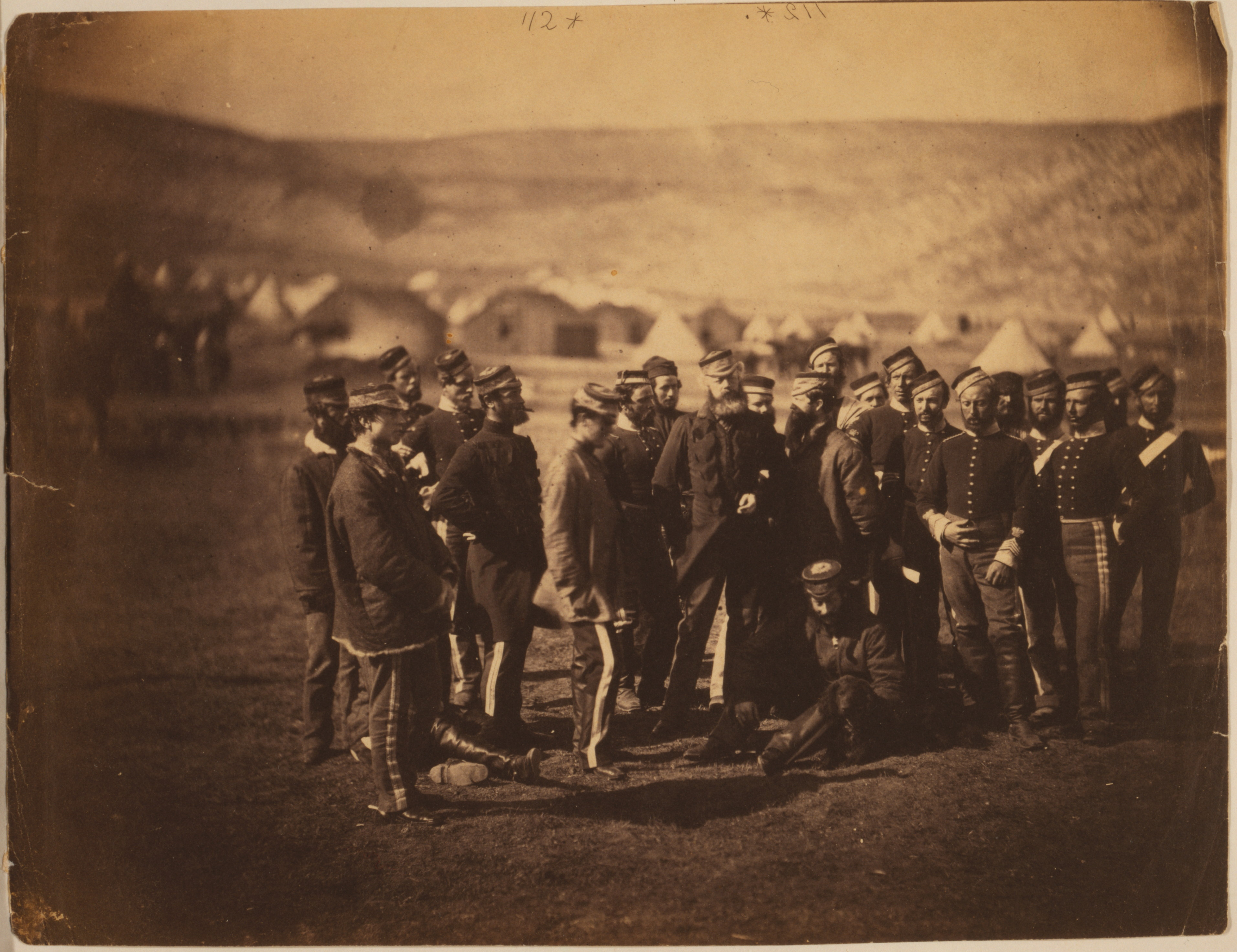
Драгуны
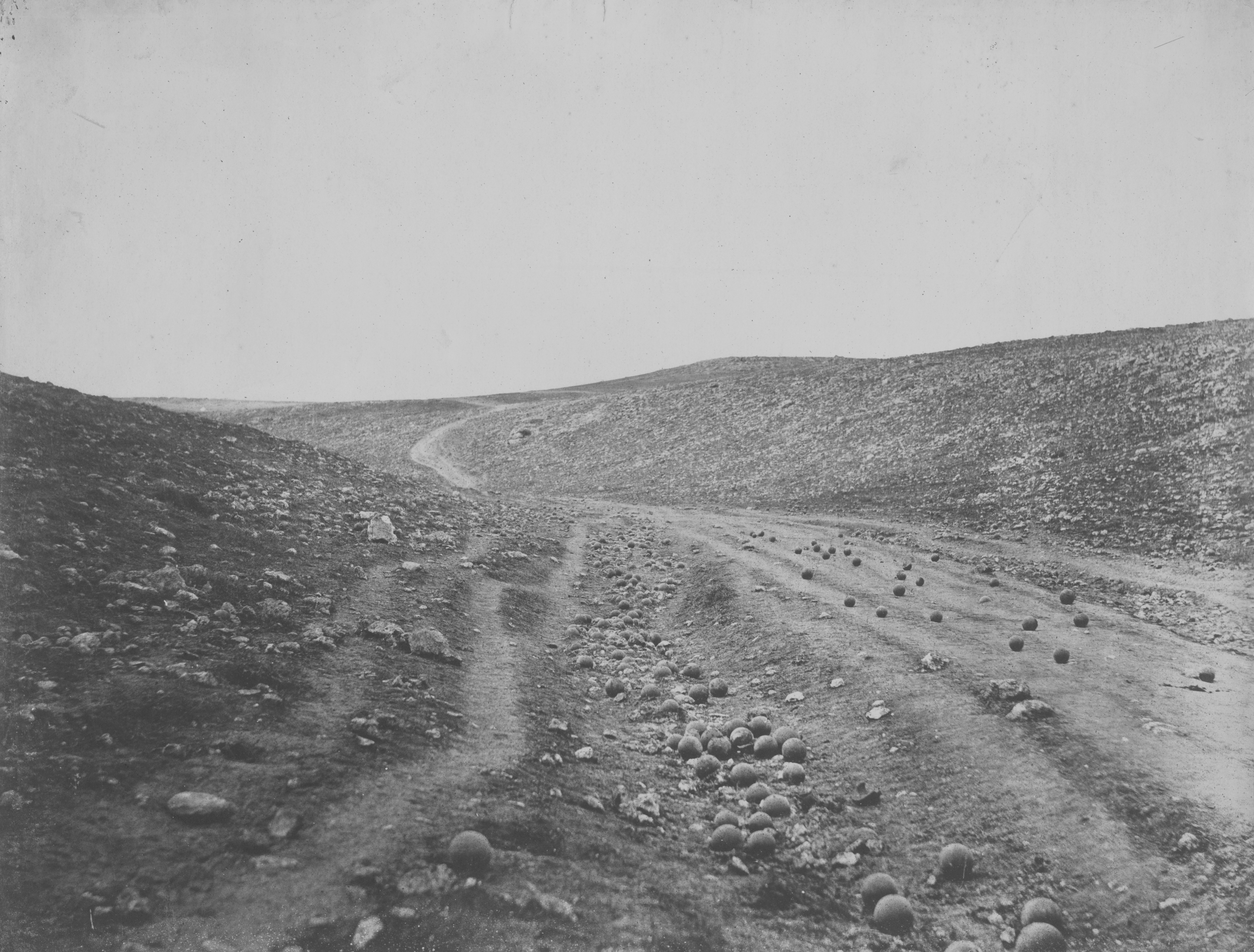
Долина Смерти